# Marit Fiane Christensen

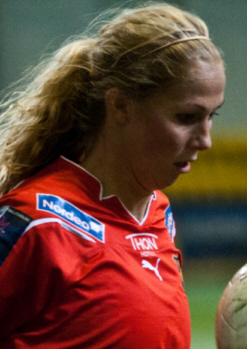
Marit Fiane Christensen

Marit Helene Fiane Christensen, född 11 december 1980 i Vestby, är en norsk fotbollsspelare. Hon spelar främst mittback. Sedan 2010 spelar hon för Amazon Grimstad i Toppserien. Hon debuterade i landslaget 2003.